# パンプス

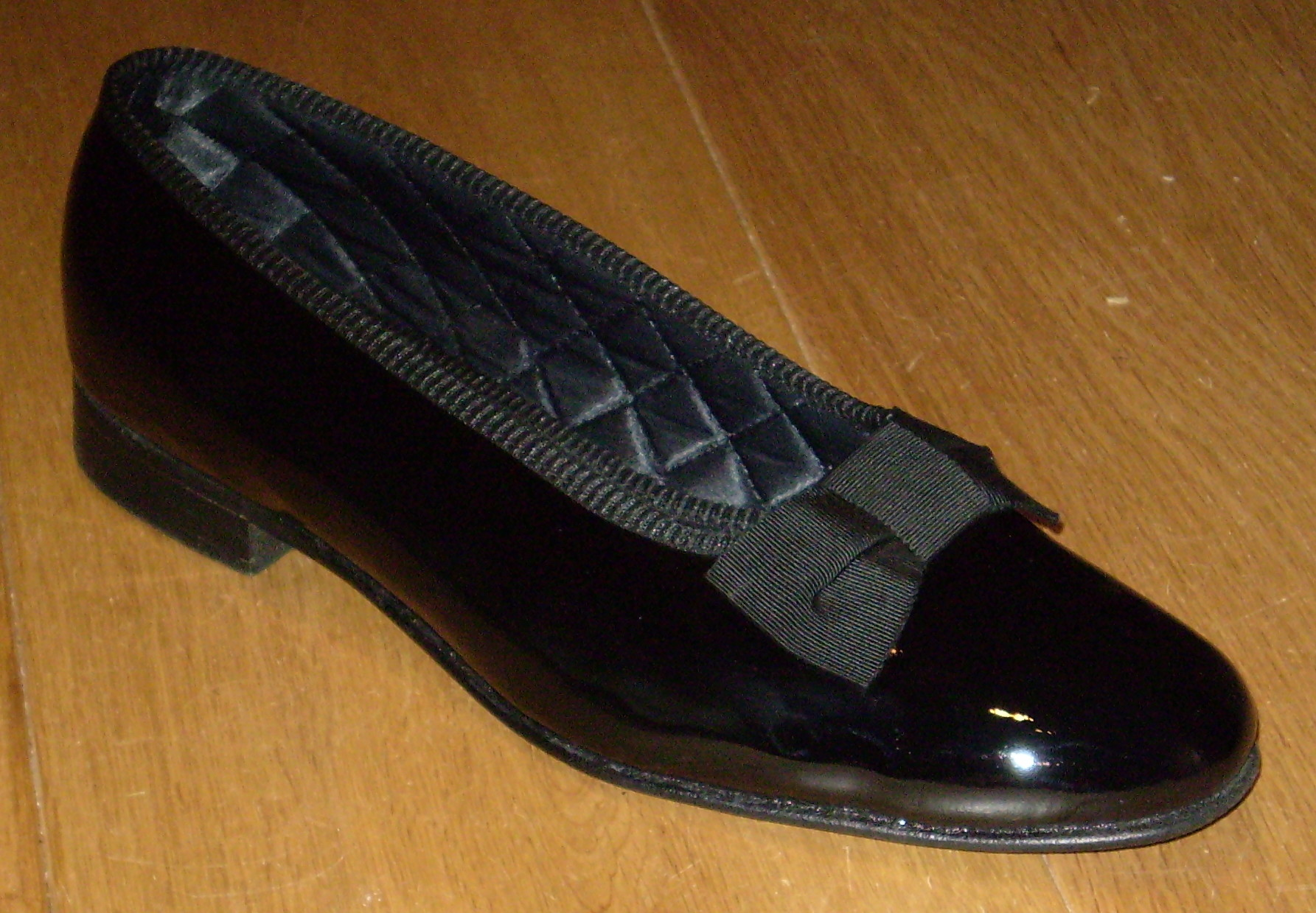
オペラパンプス

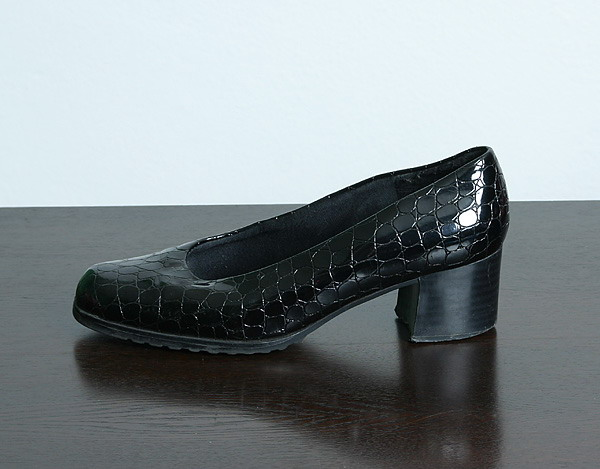
型押しのプレーンパンプス

パンプス（米: Pump(s)、イギリス英語: Court shoe(s)）とは、革靴の一種。履き口である甲部分が大きく開いており、基本的に爪先及び踵部分は両方共に覆われている。締めひもや留め金は付いていない。
本来は正装用ではあるが、近年さまざまな種類が生まれ、素材やデザインの工夫でカジュアルなものができるなど、用途の幅は広がっている。
元々は紳士靴・婦人靴の区別なく「パンプス」と名の付くものがあるが、現在は婦人靴の一種として強く認識されている。

## パンプスの種類
オペラ・パンプス
観劇及び社交パーティー用にフォーマルウェアと共に合わせる紳士靴。黒のエナメルでリボンが付いていることが特徴だが、略式の銀面（表革。毛穴がある側）の物も存在する。エナメルなのはダンスや社交界で女性の靴やドレスを汚さないため。
オープン・パンプス
側面や爪先が開いているパンプス。踵部分が覆われているのでサンダルではない。
オープンバック・パンプス（スリングバックパンプス）
側面や踵が開いているパンプス。爪先部分が覆われているのでサンダルではない。
踵が覆われていないので、靴が脱げないように踵の少し上にバックベルトをかけて固定する。ベルトの美錠はスナップボタン・カンもしくはゴム式になっている。
ミュールと紛らわしいが、踵部分にベルトがある点が違う。
セパレート・パンプス（サイドオープンパンプス）
爪先・踵部分が覆われており、側面が開いているパンプス。
足首下にバックベルトをかけて固定する形を取っているものが多い。ベルトの美錠はスナップボタン・カンもしくはゴム式になっている。
プレーン・パンプス
飾りがついていないシンプルなパンプス。フランス風は甲の履き口が丸くなっており、アメリカ風はハート型になっている。
メリージェーンパンプス
プレーンパンプスにベルトを付属したもの。リボンがついている物も多い。

## パンプスの一覧

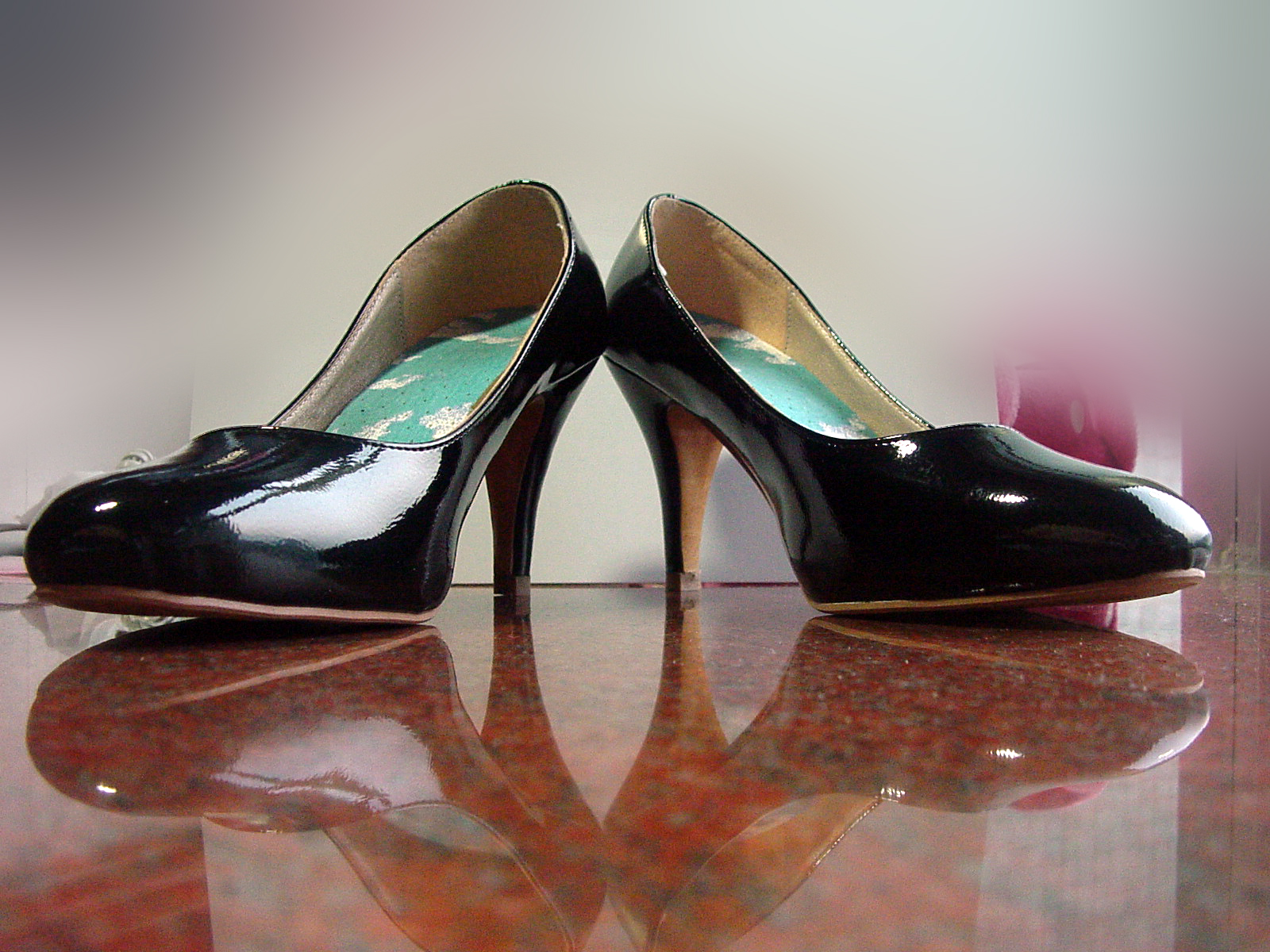
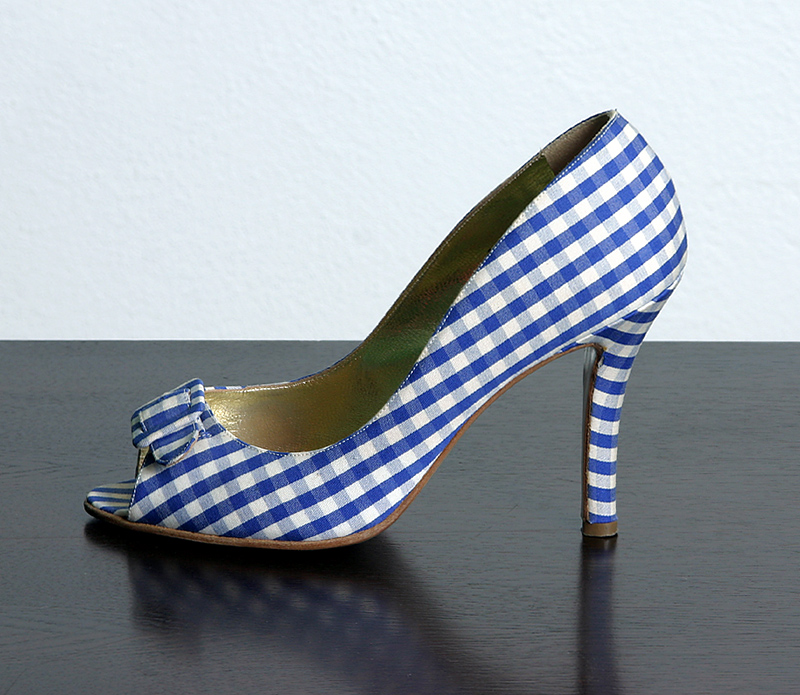
オープントゥパンプス
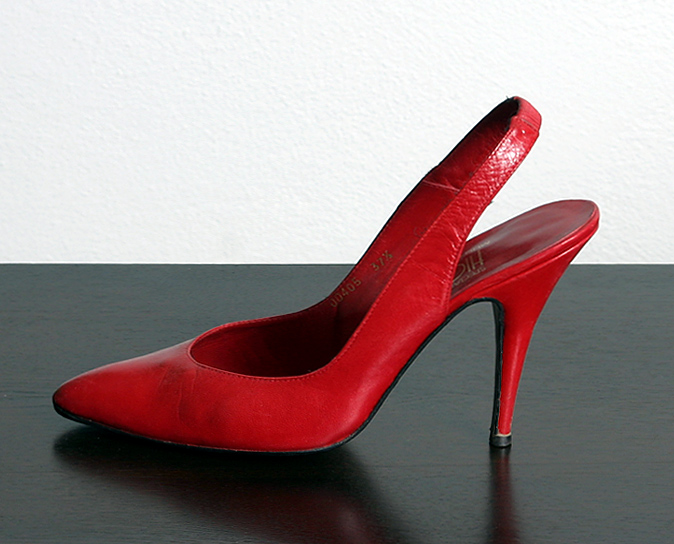
オープンバックパンプス（スリングバックパンプス）
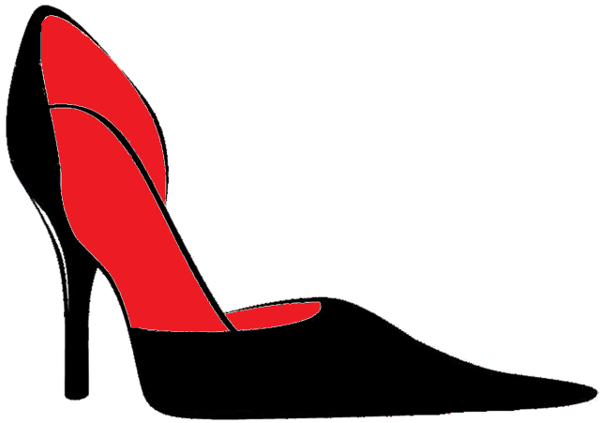
セパレートパンプス（サイドオープンパンプス）
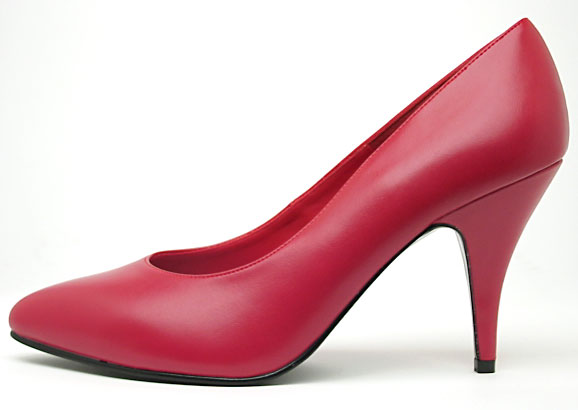
プレーンパンプス
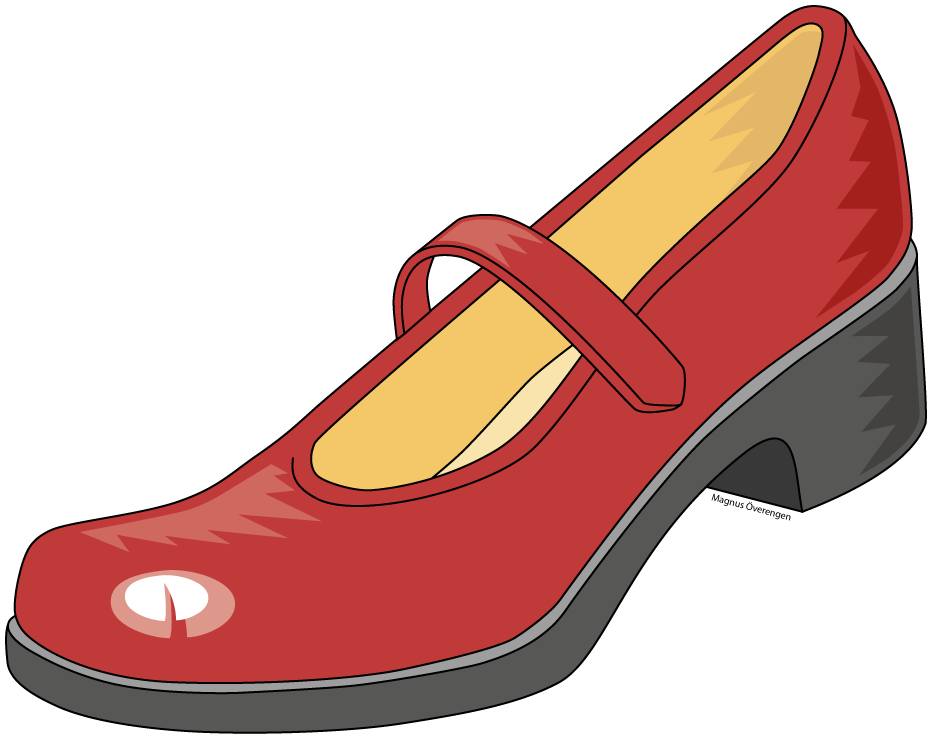
メリージェーンパンプス